# العلاقات البنينية المصرية
العلاقات البنينية المصرية هي العلاقات الثنائية التي تجمع بين بنين ومصر.

## مقارنة بين البلدين
هذه مقارنة عامة ومرجعية للدولتين:
| وجه المقارنة                                              | بنين            | مصر           |
| --------------------------------------------------------- | --------------- | ------------- |
| المساحة (كم2)                                             | 114.76 ألف      | 1.01 مليون    |
| عدد السكان (نسمة)                                         | 11.18 مليون     | 94.80 مليون   |
| الكثافة السكانية (ن./كم²)                                 | 97.42           | 93.86         |
| العاصمة                                                   | بورتو نوفو      | القاهرة       |
| اللغة الرسمية                                             | لغة فرنسية      | اللغة العربية |
| العملة                                                    | فرنك غرب أفريقي | جنيه مصري     |
| الناتج المحلي الإجمالي (بليون دولار)                      | 9.27 مليار      | 235.37 مليار  |
| الناتج المحلي الإجمالي (تعادل القوة الشرائية) بليون دولار | 22.38 مليار     | 998.67 مليار  |
| الناتج المحلي الإجمالي الاسمي للفرد دولار أمريكي          | 762             | 3.61 ألف      |
| الناتج المحلي الإجمالي للفرد دولار أمريكي                 | 2.03 ألف        |               |
| مؤشر التنمية البشرية                                      | 0.480           | 0.690         |
| رمز المكالمات الدولي                                      | +229            | +20           |
| رمز الإنترنت                                              | .bj             | .eg، .مصر     |
| المنطقة الزمنية                                           | ت ع م+01:00     | ت ع م+02:00   |

## منظمات دولية مشتركة
يشترك البلدان في عضوية مجموعة من المنظمات الدولية، منها:
| علم المنظمة | اسم المنظمة                               | تاريخ انضمام بنين | تاريخ انضمام مصر |
| ----------- | ----------------------------------------- | ----------------- | ---------------- |
|             | مؤسسة التنمية الدولية                     | 16 سبتمبر 1963    | 26 أكتوبر 1960   |
|             | يونسكو                                    | 18 أكتوبر 1960    | 22 يناير 1947    |
|             | وكالة ضمان الاستثمار متعدد الأطراف        | 26 سبتمبر 1994    | 12 أبريل 1988    |
|             | الأمم المتحدة                             | 20 سبتمبر 1960    | 24 أكتوبر 1945   |
|             | الاتحاد البريدي العالمي                   | ?                 | ?                |
|             | البنك الدولي للإنشاء والتعمير             | 10 يوليو 1963     | 27 ديسمبر 1945   |
|             | منظمة التعاون الإسلامي                    | ?                 | 25 سبتمبر 1969   |
|             | الاتحاد الدولي للاتصالات                  | 1961              | 9 ديسمبر 1876    |
|             | مؤسسة التمويل الدولية                     | 5 فبراير 1987     | 20 يوليو 1956    |
|             | المركز الدولي لتسوية المنازعات الاستشارية | 14 أكتوبر 1966    | 2 يونيو 1972     |
|             | منظمة التجارة العالمية                    | ?                 | 30 يونيو 1995    |
|             | منظمة الشرطة الجنائية الدولية             | ?                 | 7 سبتمبر 1923    |
|             | الاتحاد الأفريقي                          | ?                 | 9 يوليو 2002     |
|             | البنك الإفريقي للتنمية                    | ?                 | 10 سبتمبر 1964   |

## وصلات خارجية
- موقع وزارة الخارجية البنينية
- موقع وزارة الخارجية المصرية